# Обадя Тарумбва
Обадя Денжер Тарумбва Мойо (англ. Obadiah Danger Tarumbwa Moyo; нар. 25 листопада 1985, Булавайо, Зімбабве) — зімбабвійський футболіст, атакувальний півзахисник клубу «Чіккен Інн».

## Життєпис
Футбольну кар'єру розпочав 2000 року в зімбабвійському клубі «Гайлендерс». У лютому 2008 року підписав 6-місячний контракт з представником Ліги Жупіле «Серкль» (Брюгге). У «Серклі» знову виступав з колишніми партнерами по «Гайлендерс» Васумузі Нйоні та Гонором Гомбамі. Зіграв 6 матчів у бельгійському чемпіонаті. Викликався до національної збірної Зімбабве.
13 березня 2009 року контракт Обаді зі «Серклем» завершився, тому зімбабвієць повернувся на батьківщину, де підписав контракт з «Банту Роверз». З 2009 по 2011 рік грав за кіпріотський «Енозіс Неон Паралімні». У 2011 році приєднався до іншого кіпрського клубу, АПОП.
2 серпня 2012 року повернувся на батьківщину, отримавши запрошення від «Дайнамоз», проте перехідне відбувся оскільки сторони не змогли домовитися щодо питань особистого контракту. Після цього Тарумбва перейшов до клубу Другого дивізіону чемпіонату Кіпру «Ерміс», де виступав під 7-м ігровим номером.
29 грудня 2012 року Обадя підписав 2-річний контракт з переможцем Прем'єр-ліги Кенії 2009 ФК «Софапака». Проте вже 2 січня 2019 року угоду було розірвано.
У червні 2013 року, по ходу сезону, приєднався до клубу «Тукс» з Південної Африки. У 2014 році повернувсядо Зімбабве, де виступав за «Банту Роверз» та «Гайлендерс». З 2016 року захищає кольори «Чіккен Інн».

### Голи за збірну
Станом на 11 червня 2016
| № | Дата           | Місце                        | Гол | Суперник | Рахунок | Результат | Змагання          |
| - | -------------- | ---------------------------- | --- | -------- | ------- | --------- | ----------------- |
| 1 | 11 червня 2016 | Сем Нджома, Віндгук, Намібія | 2   | Есватіні | 1–2     | 2–2       | Кубок КОСАФА 2016 |